# Пођо Сан Виторино (Терамо)
Пођо Сан Виторино (итал. Poggio San Vittorino) је насеље у Италији у округу Терамо, региону Абруцо.
Према процени из 2011. у насељу је живело 365 становника. Насеље се налази на надморској висини од 398 м.